# Швецов, Василий Иванович
Васи́лий Ива́нович Швецо́в (28 февраля (12 марта) 1898, д. Лыковская, Новгородская губерния — 1 октября 1958, Ленинград) — советский военачальник, участник Великой Отечественной войны. Генерал-полковник (1954).

## Биография
Родился 28 февраля (по н. ст. 12 марта) 1898 года в деревне Лыковской ныне Кадуйского района Вологодской области. Русский. Из бедняцкой крестьянской семьи, в которой было 13 детей, но выжили только трое. Окончил 3-классную Малышовскую школу, Вахонькинское двухклассное Министерское училище, затем учился в садоводческой школе в Орле, но после Октябрьской революции оставил учёбу. До Гражданской войны работал плотником на строительстве мостов на разъезде Шонгуй и станции Кола Мурманской железной дороги. В июне 1918 года на Вседорожном съезде в Петрозаводске был избран председателем Главной дорожной ревизионной комиссии Управления Мурманской железной дороги.

## Гражданская война и межвоенный период
В Красной Армии с октября 1919 года, доброволец. Учился на Московских военно-инженерных курсах, с июля 1920 — в Петроградском военно-инженерном техникуме комсостава Петроградского военного округа. Участвовал в Гражданской войне в боях на Южном фронте против войск генерала П. Н. Врангеля в 1920 году, будучи командиром отделения в составе сводной бригады курсантов от этого техникума. После разгрома Врангеля участвовал в боях с вооружёнными формированиями Н. И. Махно, был ранен. В январе 1921 года окончил техникум и назначен курсовым командиром 6-х Петроградских военно-инженерных курсов. В марте 1921 года участвовал в подавлении Кронштадтского мятежа в составе сводной бригады курсантов, в которой был командиром взвода. С мая 1921 года — командир батальона 6-х Талицких курсов связи комсостава Приуральского военного округа. За боевые отличия в 1921 году награждён орденом Красного Знамени.
С января 1922 года — командир батальона на 2-х Владикавказских курсах связи комсостава Северо-Кавказского военного округа. С июня по сентябрь 1922 года — преподаватель тактики в Петроградской школе авиатехников. В 1923 году окончил Высшую военную педагогическую школу в Петрограде. С ноября 1923 года — преподаватель тактики в 8-й Петроградской пехотной школе. С октября 1924 по сентябрь 1926 года — преподаватель тактики в Высшей кавалерийской школе РККА в Новочеркасске. Затем был направлен на учёбу.
В 1929 году окончил Военную академию РККА им. М. В. Фрунзе. По её окончании с июля 1929 года проходил стажировку в Уральском военном округе помощником командира 132-го стрелкового полка. С мая 1930 года вновь был направлен на учёбу на Восточный факультет той же академии, который окончил в мае 1931 года. Оставлен в академии на преподавательской работе: старший преподаватель тактики, с июля 1935 – начальник и военком 2-го курса основного факультета. В сентябре 1939 года — командир 133-й стрелковой дивизии в Сибирском военном округе.

## Великая Отечественная война
В начале Великой Отечественной войны дивизия была включена в состав сформированной в округе 24-й армии, которая в июле 1941 года была переброшена на запад и заняла оборону в районе г. Дорогобужа. В конце августа — начале сентября 1941 года дивизия под руководством В. И. Швецова участвовала в Ельнинской наступательной операции.
11 декабря 1941 года вступил в должность командующего 29-й армией Калининского фронта. 16 декабря две дивизии 29-й армии во взаимодействии с 256-й стрелковой дивизией 31-й армии освободили г. Калинин (ныне Тверь).
В начале 1942 года руководил боевыми действиями армии в Ржевско-Вяземской наступательной операции. В ходе сражения армия во взаимодействии с другими соединениями фронта сначала отсекла крупную группировку противника от главных сил 9-й немецкой армии, а затем сама в результате немецкого контрудара попала в окружение. Действуя в исключительно тяжёлой обстановке, личный состав армии проявил высокую стойкость и организованность, благодаря чему вскоре частям и соединениям армии с напряжёнными боями удалось прорваться на соединение с главными силами фронта.
В конце июля — августе 1942 года армия принимала участие в наступлении против ржевско-сычёвской группировки немецких войск. Прорвав немецкую оборону на глубину до 30 км и выйдя к Волге, войска армии сковали крупные силы вермахта и вынудили немецкое командования перебросить в район сражения 12 дивизий с других участков фронта. В дальнейшем, однако, за допущенные просчёты и неспособность руководить войсками в районе Гридинского выступа был отстранён от командования. С 8 сентября 1942 года — и. д. заместителя командующего 3-й ударной армией Калининского фронта.
В ходе Великолукской наступательной операции командовал северной оперативной группой, наступавшей на Великие Луки. В последующих боях был контужен и с 15 февраля по 4 мая 1943 года находился в госпитале. После завершения лечения 18 мая 1943 года назначен командующим 4-й ударной армией.
В начале ноября 1943 года 4-я ударная армия частью сил участвовала в Невельской наступательной операции.
В период с 30 декабря 1943 года по 25 февраля 1944 года находился в распоряжении ГУК НКО. С февраля по апрель 1944 года командующий 21-й армией, находящейся в Резерве Ставки ВГК. В июле 1944 года назначен командующим войсками 23-й армии Ленинградского фронта. Её войска вели успешные боевые действия по ликвидации плацдарма противника на реке Вуокса, а после прекращения боевых действий с Финляндией выведены на государственную границу на Карельском перешейке, где находились до конца войны.

## Послевоенная служба
После войны продолжал командовать войсками 23-й армии в составе Ленинградского военного округа. В апреле 1948 года назначен командующим 25-й армией Приморского военного округа. С мая 1953 года командующий 39-й армией Дальневосточного военного округа. С сентября 1955 года 1-й заместитель командующего войсками Прибалтийского военного округа. В конце апреля 1958 года прикомандирован в научно-исследовательскую группу при Генеральном штабе.
Избирался депутатом (по Военному избирательному округу) Совета Союза Верховного Совета СССР 4 созыва (1954—1958).
Умер 1 октября 1958 года. Похоронен в Санкт-Петербурге на Казачьем кладбище Александро-Невской лавры.

## Воинские звания
- полковник (декабрь 1935);
- комбриг (04.11.1939);
- генерал-майор (04.06.1940);
- генерал-лейтенант (16.10.1943)[1];
- генерал-полковник (31.05.1954).

## Награды
- два ордена Ленина (12.01.1942, 21.02.1945)
- три ордена Красного Знамени (22.06.1944, 03.11.1944, 1949)
- орден Суворова I степени (11.10.1943)
- орден Отечественной войны I степени (22.02.1943)
- медали СССР
- награды иностранных государств

## Память

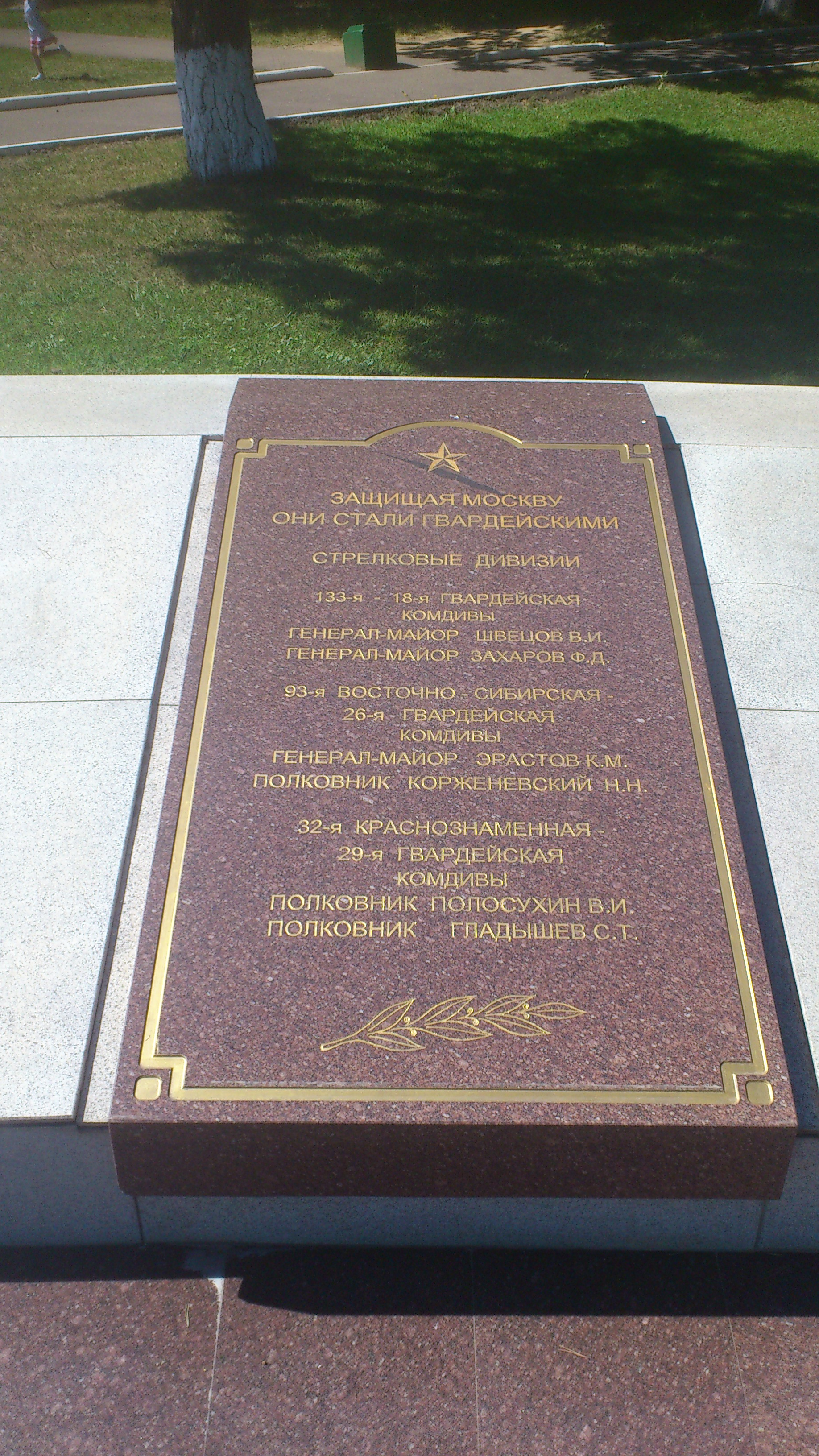
Имя комдива 133 сд В. И. Швецова высечено на плите мемориального комплекса «Воинам-сибирякам».
Мемориальный комплекс «Воинам-сибирякам», Ленино-Снегирёвский военно-исторический музей.
Могила В. И. Швецова на Казачьем кладбище Александро-Невской лавры Санкт-Петербурга.